# Joni Pitkänen
Joni Pitkänen (ur. 19 września 1983 w Oulu) – fiński hokeista, reprezentant Finlandii, olimpijczyk.

## Kariera
- Kärpät U16 (1997-1998)
- Kärpät U18 (1998-2000)
- Kärpät U20 (2000-2001)
- Kärpät (2000-2003)
- Philadelphia Flyers (2003-2004)
- Philadelphia Phantoms (2004-2005)
- Philadelphia Flyers (2005-2007)
- Edmonton Oilers (2007-2008)
- Carolina Hurricanes (2008-2013)
- Kärpät (2016)

Wychowanek klubu Kärpät. Od 2008 zawodnik Carolina Hurricanes. W czerwcu 2011 przedłużył kontrakt z klubem o trzy lata. W zespole występował po raz ostatni w sezonie NHL (2012/2013), podczas którego 2 kwietnia 2013 odniósł kontuzję nogi, wykluczającą go z gry na dłuższy czas. Od lutego 2016 zawodnik macierzystego Kärpät. Pod koniec tego miesiąca, po rozegraniu 3 spotkań sezonu Liiga (2015/2016) i stwierdzeniu nadal doskwierającej kontuzji stopy, ogłosił zakończenie kariery zawodniczej.
Uczestniczył w turniejach Pucharu Świata 2004 oraz zimowych igrzysk olimpijskich 2010.

## Sukcesy

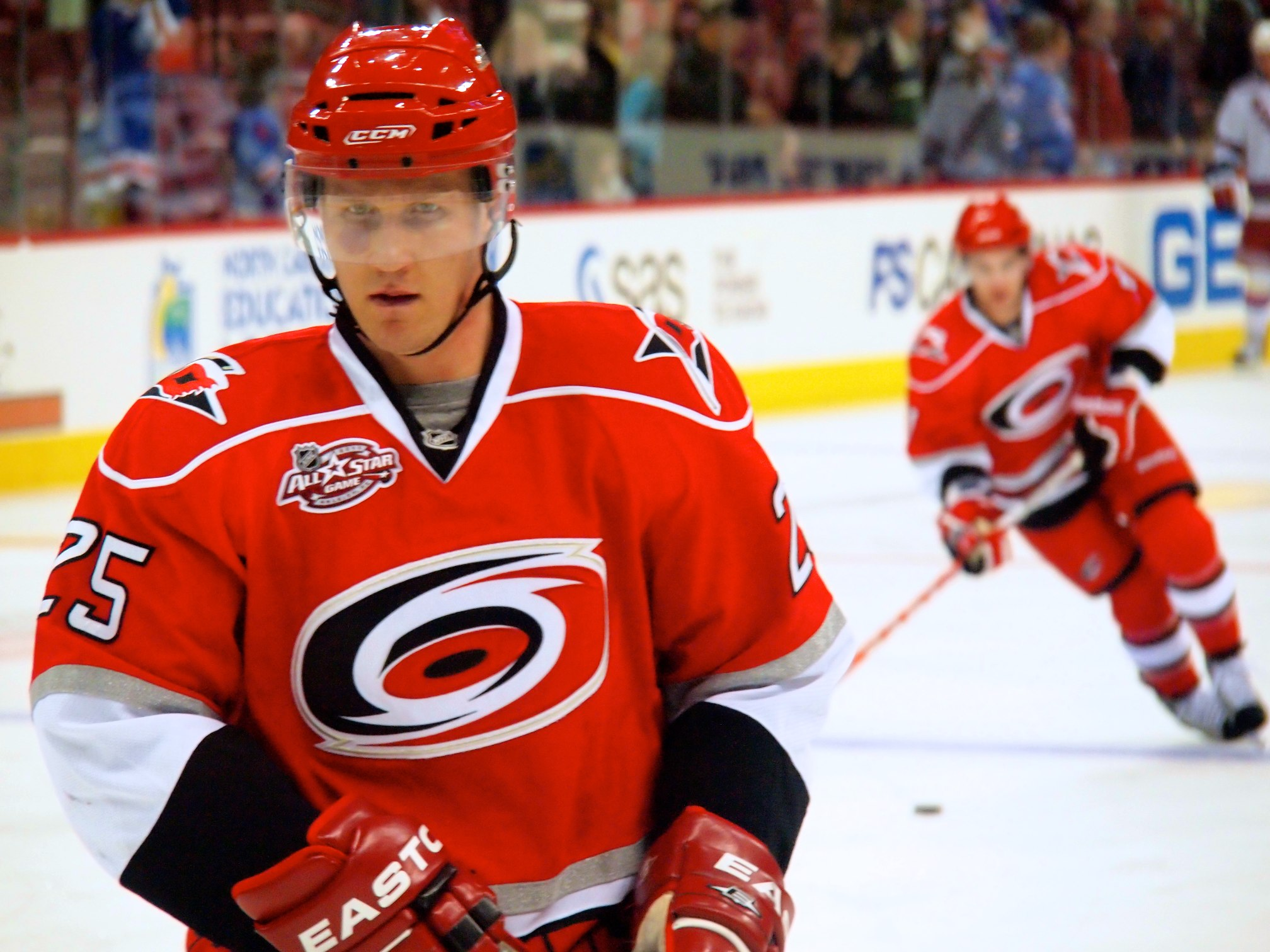
Joni Pitkänen w barwach Carolina Hurricanes (2011)

Reprezentacyjne
- Srebrny medal mistrzostw świata juniorów do lat 20: 2002
- Brązowy medal mistrzostw świata juniorów do lat 20: 2003
- Srebrny medal Pucharu Świata: 2004
- Brązowy medal zimowych igrzysk olimpijskich: 2010

Klubowe
- Srebrny medal mistrzostw Finlandii: 2003 z Kärpät
- Mistrzostwo dywizji NHL: 2004 z Philadelphia Flyers
- Mistrzostwo konferencji AHL: 2005 z Philadelphia Phantoms
- Puchar Caldera: 2005 z Philadelphia Phantoms
- Brązowy medal mistrzostw Finlandii: 2016 z Kärpät

Indywidualne
- Mistrzostwa świata juniorów do lat 20 w 2003:
  - Skład gwiazd turnieju
  - Najlepszy obrońca turnieju
- NHL (2003/2004):
  - NHL All-Rookie Team
- NHL (2009/2010):
  - Pierwsze miejsce w klasyfikacji średniej czasu spędzonego na lodzie podczas meczu: 27 min. 22 sek.